# (24000) Patrickdufour
(24000) Patrickdufour est un astéroïde de la ceinture principale.

## Description
(24000) Patrickdufour est un astéroïde de la ceinture principale. Il fut découvert le 10 septembre 1999 à Saint-Michel-sur-Meurthe par Laurent Bernasconi. Il présente une orbite caractérisée par un demi-grand axe de 2,25 UA, une excentricité de 0,20 et une inclinaison de 6,1° par rapport à l'écliptique.

## Compléments